# Norma Terris
Pour les articles homonymes, voir Terris.
Norma Terris, née Norma Allison Cook le 13 novembre 1904 et morte le 15 novembre 1989, est une actrice de théâtre musical et de vaudeville.

## Biographie
Née à Columbus au Kansas, son prénom lui a été attribué en l'honneur de l'opéra de Bellini, Norma. Ses grands-parents étaient professeurs et s'étaient opposés à ce qu'elle s'oriente vers le métier d'actrice. Un cousin lui a permis d'étudier le métier d'actrice et la danse.
Au début des années 1920, elle fait ses débuts avec Max Hoffman Jr. dans Junior and Terris à Asbury Park, New Jersey. Elle fait une apparition dans un vaudeville produit par Schubert et Ziegfeld, et se produit devant le Prince de Galles lors d'un séjour en Europe. Elle joue le rôle de Magnolia dans la production de Broadway Show Boat en 1927.
Son nom a été donné à un théâtre de Chester dans le Connecticut, le Norma Terris Theatre (en).

## Théâtre

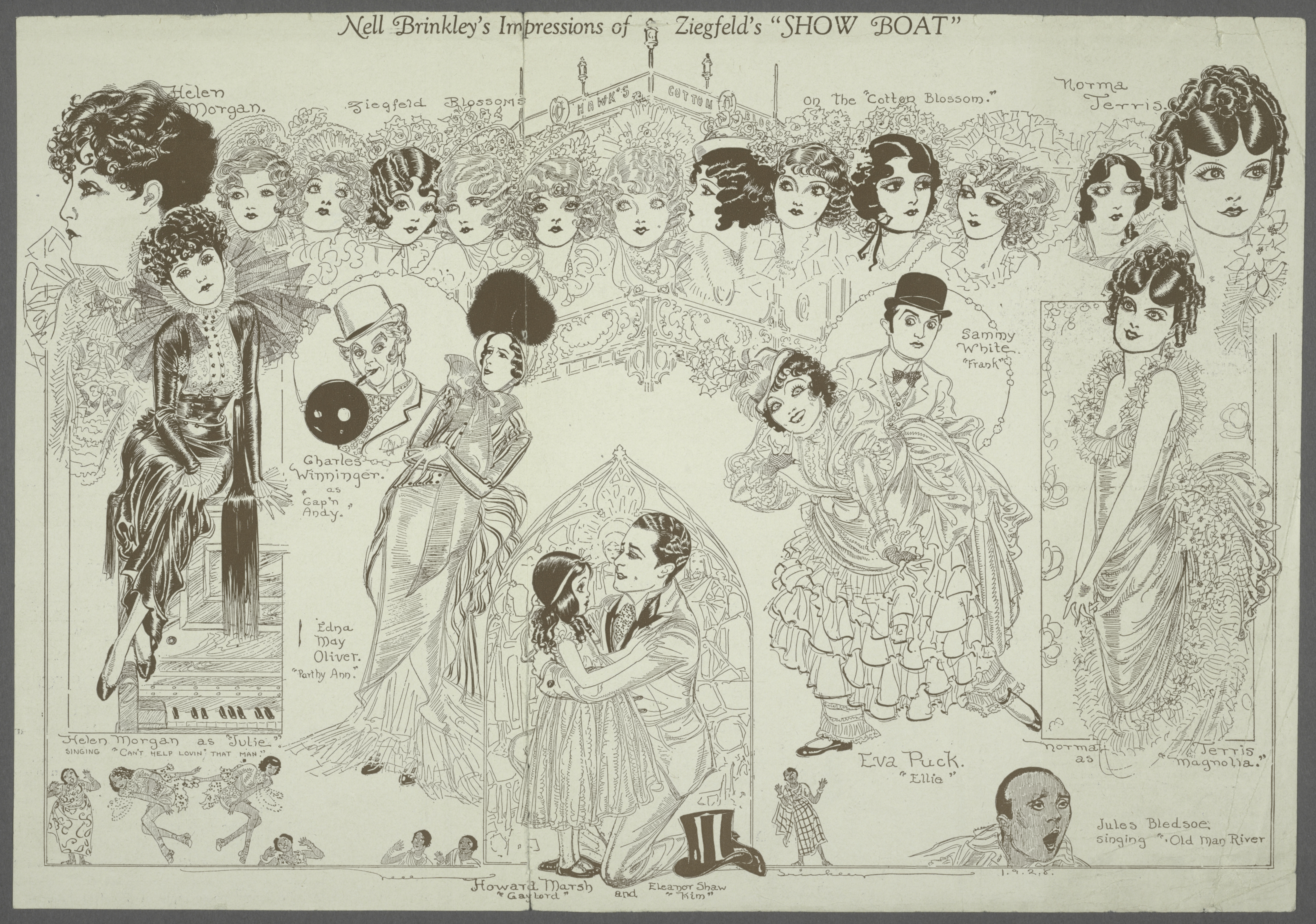
Caricature de la distribution de Show Boat, avec Norma Terris à droite de l'image.

- 1922 : Queen O' Hearts
- 1926 : A Night in Paris
- 1927 : Show Boat
- 1930 : The Well of Romance

## Cinéma
- 1929 : Married in Hollywood

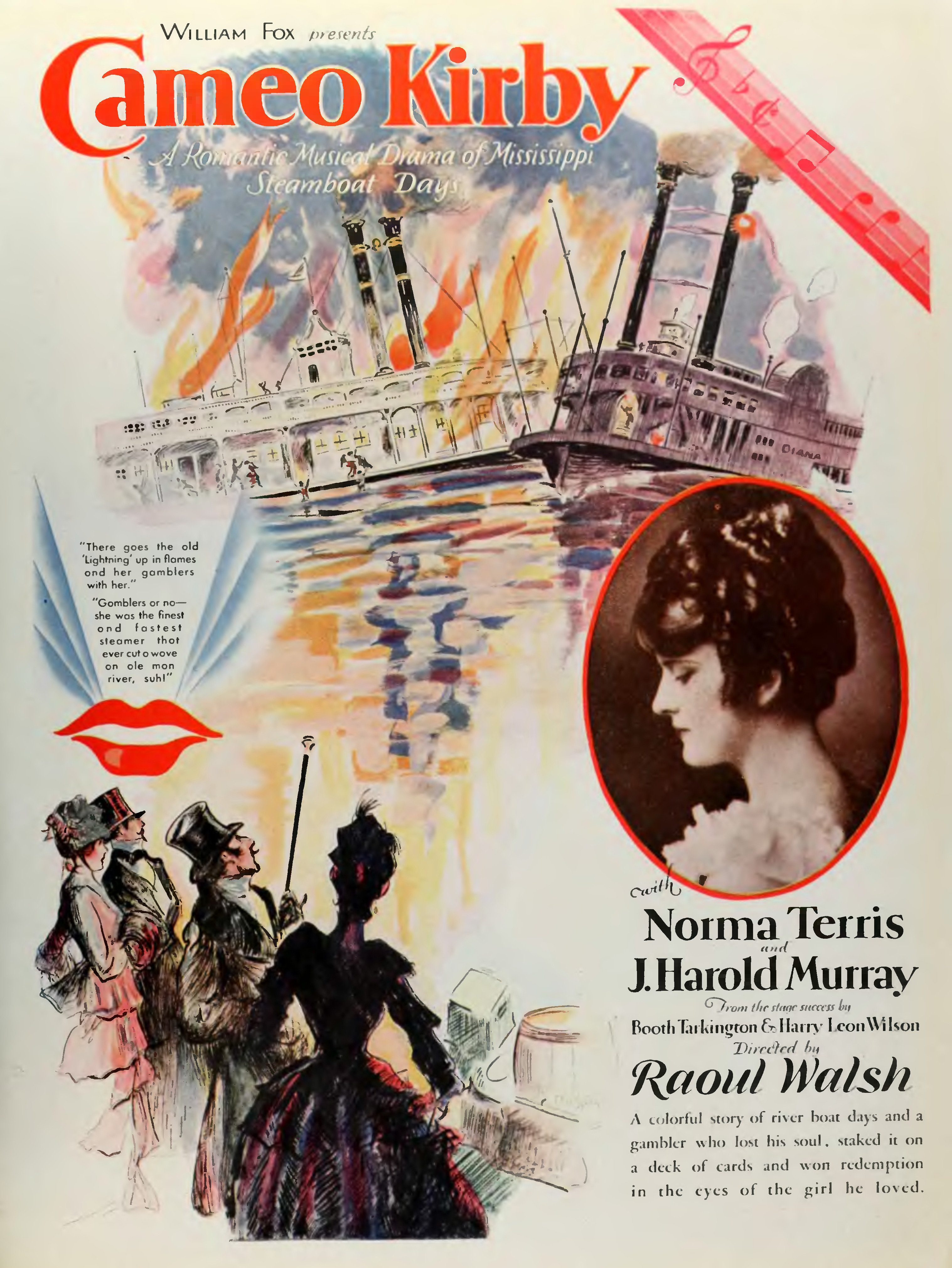
Norma Terris dans une publicité pour le film L'Homme aux camées (Cameo Kirby).

- 1930 : L'Homme aux camées (Cameo Kirby)